# Désirée I. Christofzik
Désirée I. Christofzik (* in Sindelfingen) ist eine deutsche Wirtschaftswissenschaftlerin.

## Leben
Sie erwarb den Bachelor of Arts in Economics an der Universität Siegen (2005–2008). Nach dem Master of Arts in Economics in Siegen (2008–2010) war sie dort von 2013 bis 2015 wissenschaftliche Mitarbeiterin am Lehrstuhl für Finanzwissenschaft mit europäischem Schwerpunkt. Nach der Promotion 2018 zum Dr. rer. pol. an der Universität Siegen war sie von 2019 bis 2021 Professorin für öffentliche Finanzwirtschaft an der Hochschule des Bundes für öffentliche Verwaltung. Seit 2021 ist sie Inhaberin des Lehrstuhls für Finanzwissenschaft an der Universität für Verwaltungswissenschaften Speyer. Im gleichen Jahr erhielt sie für ihre Doktorarbeit mit dem Thema "Fiskalpolitische Reaktionen auf institutionelle Innovationen" den Fürther Ludwig-Erhard-Preis verliehen.
Ihre Forschungsinteressen sind föderale Finanzbeziehungen, Evaluation von Reformen, öffentliche Buchführung (Kameralistik und Doppik), Kommunalfinanzen und Verschuldung, Steuer- und Fiskalpolitik und Prognosen der Staatsfinanzen und Steuerschätzung.

## Schriften (Auswahl)
- mit Sebastian G. Kessing: Does fiscal oversight matter?. München 2014.
- Fiscal policy responses to institutional innovations. Siegen 2018, OCLC 1109724856.
- mit Angela Fuest und Robin Jessen: Macroeconomic effects of the anticipation and implementation of tax changes in Germany: Evidence from a narrative account. Essen 2020.